# Katarzyna Krasowska
Katarzyna Krasowska (* 28. September 1968 in Opole) ist eine ehemalige polnische Badmintonspielerin. 

## Sportliche Karriere
1985 gewann sie ihre ersten beiden Titel den Polnischen Juniorenmeisterschaften. Später avancierte sie zur polnischen Serienmeisterin bei den Erwachsenen. Insgesamt erkämpfte sie sich neun Einzeltitel und vier Doppeltitel.
1992, 1996 und 2000 startete sie jeweils im Dameneinzel bei Olympia. Im erstgenannten Jahr wurde sie 17, 1996 neunte und bei ihrer letzten Teilnahme 33.

## Sportliche Erfolge
| Saison | Veranstaltung                             | Disziplin   | Platz | Name                                                                         |
| ------ | ----------------------------------------- | ----------- | ----- | ---------------------------------------------------------------------------- |
| 1985   | Polnische Meisterschaften der Junioren    | Damendoppel | 1     | Katarzyna Krasowska / Marzena Masiuk                                         |
| 1985   | Polnische Meisterschaften der Junioren    | Dameneinzel | 1     | Katarzyna Krasowska                                                          |
| 1986   | Polnische Einzelmeisterschaften           | Damendoppel | 3     | Katarzyna Krasowska / Marzena Masiuk (Technik Głubczyce)                     |
| 1986   | Polnische Meisterschaften der Junioren    | Dameneinzel | 1     | Katarzyna Krasowska                                                          |
| 1986   | Polnische Meisterschaften der Junioren    | Damendoppel | 1     | Katarzyna Krasowska / Marzena Masiuk                                         |
| 1987   | Polnische Meisterschaften der Junioren    | Damendoppel | 1     | Katarzyna Krasowska / Marzena Masiuk                                         |
| 1987   | Polnische Einzelmeisterschaften           | Damendoppel | 2     | Katarzyna Krasowska / Marzena Masiuk (Technik Głubczyce)                     |
| 1987   | Polnische Meisterschaften der Junioren    | Dameneinzel | 1     | Katarzyna Krasowska                                                          |
| 1988   | Polnische Einzelmeisterschaften           | Damendoppel | 3     | Katarzyna Krasowska / Barbara Kulanty (Technik Głubczyce / Bolesław Bukowno) |
| 1989   | Polnische Einzelmeisterschaften           | Damendoppel | 3     | Katarzyna Krasowska / Marzena Masiuk (Technik Głubczyce)                     |
| 1990   | Polnische Einzelmeisterschaften           | Damendoppel | 2     | Katarzyna Krasowska / Wioletta Wilk (Technik Głubczyce / Motus Koszalin)     |
| 1990   | Polnische Einzelmeisterschaften           | Dameneinzel | 2     | Katarzyna Krasowska (Technik Głubczyce)                                      |
| 1991   | Polnische Einzelmeisterschaften           | Damendoppel | 2     | Katarzyna Krasowska / Beata Syta (Technik Głubczyce)                         |
| 1991   | Polnische Einzelmeisterschaften           | Dameneinzel | 1     | Katarzyna Krasowska (Technik Głubczyce)                                      |
| 1992   | Polnische Einzelmeisterschaften           | Dameneinzel | 1     | Katarzyna Krasowska (Technik Głubczyce)                                      |
| 1993   | Polnische Einzelmeisterschaften           | Dameneinzel | 1     | Katarzyna Krasowska (Technik Głubczyce)                                      |
| 1994   | Polnische Einzelmeisterschaften           | Dameneinzel | 1     | Katarzyna Krasowska (Technik Głubczyce)                                      |
| 1994   | Bulgarien: Internationale Meisterschaften | Dameneinzel | 1     | Katarzyna Krasowska                                                          |
| 1995   | Polnische Einzelmeisterschaften           | Dameneinzel | 1     | Katarzyna Krasowska (Technik Głubczyce)                                      |
| 1995   | Polnische Einzelmeisterschaften           | Damendoppel | 1     | Dorota Borek / Katarzyna Krasowska (Technik Głubczyce)                       |
| 1996   | Polnische Einzelmeisterschaften           | Mixed       | 2     | Damian Pławecki / Katarzyna Krasowska (Technik Głubczyce)                    |
| 1996   | Polnische Einzelmeisterschaften           | Dameneinzel | 1     | Katarzyna Krasowska (Technik Głubczyce)                                      |
| 1997   | Polnische Einzelmeisterschaften           | Dameneinzel | 1     | Katarzyna Krasowska (Technik Głubczyce)                                      |
| 1997   | Polnische Einzelmeisterschaften           | Damendoppel | 1     | Dorota Borek / Katarzyna Krasowska (Technik Głubczyce)                       |
| 1998   | Polnische Einzelmeisterschaften           | Damendoppel | 1     | Bożena Haracz / Katarzyna Krasowska (Technik Głubczyce)                      |
| 1998   | Polnische Einzelmeisterschaften           | Dameneinzel | 1     | Katarzyna Krasowska (Technik Głubczyce)                                      |
| 1999   | Litauen: Internationale Meisterschaften   | Dameneinzel | 1     | Katarzyna Krasowska                                                          |
| 1999   | Litauen: Internationale Meisterschaften   | Damendoppel | 1     | Katarzyna Krasowska / Joanna Szleszyńska                                     |
| 2000   | Polnische Einzelmeisterschaften           | Dameneinzel | 1     | Katarzyna Krasowska (Technik Głubczyce)                                      |
| 2000   | Polnische Einzelmeisterschaften           | Damendoppel | 1     | Bożena Haracz / Katarzyna Krasowska (Technik Głubczyce)                      |
| 2001   | Polnische Einzelmeisterschaften           | Dameneinzel | 2     | Katarzyna Krasowska (Technik Głubczyce)                                      |
| 2001   | Zypern: Internationale Meisterschaften    | Dameneinzel | 1     | Katarzyna Krasowska                                                          |
| 2002   | Cyprus International                      | Dameneinzel | 1     | Katarzyna Krasowska                                                          |
| 2003   | Zypern: Internationale Meisterschaften    | Dameneinzel | 1     | Katarzyna Krasowska                                                          |